# Рятівники (ситком)
Рятівники — гумористичний серіал про українських рятувальників та сімейство, що чекає на поміч у відкритому морі. Серіал дебютував в ефірі телеканалу ТЕТ у 2014 році. Ситком виробництва «Є 85». Автор ідеї серіалу – Гарік Бірча.  
| Актор              | Роль            |
| ------------------ | --------------- |
| Яна Глущенко       | Альбіна         |
| Гарік Бірча        | Костя           |
| Олеся Чечельницька | Тамара Петрівна |
| Ася Біла           | Юля             |
| Максим Максимюк    | Рятувальник     |
| Володимир Ращук    | Рятувальник     |
| Роман Хан          | Рятувальник     |

## Український Дубляж
- Роман Хан — Олександр Погребняк
- Володимир Ращук — Михайло Тишин
- Максим Максимюк — Юрій Кудрявець
- Яна Глущенко — Юлія Перенчук
- Ася Біла — Катерина Брайковська
- Олеся Чечельницька — Лідія Муращенко
- Рустем Емірсалієв — Дмитро Завадський

## Сюжет[1]
За сюжетом серіалу, молоде подружжя та сварлива теща застрягли на катамарані у відкритому морі. Води немає, їжі немає, а рятувати постраждалих ніхто не поспішає.
Поки у морі з'ясовують стосунки, на березі бігають горе-рятувальники. У намаганнях допомогти дрейфуючій трійці вони і про свої проблеми згадали. Спочатку треба пообідати, потім вберегти привабливих мешканців пляжу від сонця. Докучання сексуально стурбованої медсестри теж варті уваги. Спасінням катамарану «рятівники» звісно займуться… колись.

## Список епізодів[2]
| Сезон | Епізод | Опис |
| ----- | ------ | --- |
| 1     | 1      | Костя застряг на катамарані разом із дружиною та ненависною тещею просто у відкритому морі. Води немає, їжі немає... Тим часом на березі метушаться горе-рятувальники, які намагаються допомогти дрейфуючій трійці, і обов'язково допоможуть... коли-небудь. |
| 1     | 2      | Рятівники не могли вийти в море, тому що Вартан пустив їхній човен на дрова. Щоб допомогти рятівникам знайти родину, Вартан приніс їм човен, який дістався йому від діда. Та не встигла команда відплисти на пошуки катамарану, як їх атакувала акула. |
| 1     | 3      | На узбережжя насувається сильний шторм. Щоб виманити з берегу всіх відпочивальників рятівники вдалися до хитрощів. Родина на катамарані теж чекає на дощ. Певне, сьогодні катамаран ніхто не врятує. |
| 1     | 4      | Поки рятівники роздумували над тим, як врятувати катамаран, на родину у відкритому морі напала акула. А на узбережжі у рятувальників з'явилася нова робота – там відпочивальники знайшли справжню міну. |
| 1     | 5      | У Альбіни День народження. Рятівники хочуть здивувати дівчину. Артур купує їй сережки, але Вероніка вирішує, що це подарунок для неї. Тим часом сім’я на катамарані знаходить рятувальний ящик. Чи вдасться їм привернути увагу рятувальників? |
| 1     | 6      | Олег з’їв отруту, яку Петя приготував для щура. Рятівники відправляються за катамараном, але Олегу стає погано. До Вартана завітали китайці. Він ніяк не може зрозуміти, що вони хочуть замовити. А Кості тим часом вдається зловити рибу! |
| 1     | 7      | Щоб завоювати прихильність Альбіни, рятівники йдуть на випробування. Олег намагається схуднути, Петя – накачати м’язи, а завдання Артура – не фліртувати з іншими дівчатами. Тим часом на катамарані Костя і Тамара Петрівна грають у карти. Той, хто програє, має покинути катамаран.                                                                           |
| 1     | 8      | Альбіна отруїлася. Артур, Петя і Олег змагаються за те, хто буде її лікувати. Костя теж захворів. Альбіна ж думає, що вагітна. Хлопці накупляли іграшок, і поки не продадуть їх – не відправляться рятувати катамаран. |
| 1     | 9      | До Артура приїхали батьки: тепер він має ходити по пляжу у светрі, який зв’язала мама. Олег і Петя хочуть побудувати дельтаплан, щоб все оглянути і знайти катамаран. Артур і Альбіна розігрують подружжя, щоб вразити батьків хлопця. Що нового дізнається дівчина про свого колегу?                                                                            |
| 1     | 10     | В Альбіни, Петі та Олега вихідний – Артур залишається на чергуванні сам. Він падає зі сходів і ламає руку. Потім його жалить медуза. На катері вже не лишилося питної води, але рятівники, здається, не поспішають. Олег коштує страви різних народів у Вартана, а Петя намагається досягнути нірвани.                                                           |
| 1     | 11     | Рятівникам погрожує озброєний чоловік – він вимагає врятувати людей на катамарані. Артур спішить допомогти друзям, але його затримує Вероніка. Костя вирішує кинути у море пляшку з папірцем. Потім ловить качку і сподівається, що вона допливе до берега з їх запискою.                                                                                        |
| 2     | 12     | Рятівники відправляються на інший пляж взяти човен. Місце виявляється безлюдним. До того ж Петя загубився по дорозі. Вероніка вирішила піти за рятівниками. Вартан, побачивши жінку з Артуром, ганяється за ним з сокирою. |
| 2     | 13     | Вартан побудував на новому пляжі кафе. Але людей, як і раніше, немає. Щоб привабити покупців, Вартан вирішує влаштувати турнір по волейболу. Головний приз – човен. Щоб виграти його, рятівники вирішують взяти участь у змаганні. |
| 2     | 14     | Човен рятівників врізався у дорогу яхту. Чоловіки вимагають відшкодування подряпини у 10 тисяч доларів. Заручником вони беруть Альбіну. Артур намагається виграти потрібну суму, але програє усі гроші. Олег потрапляє до в’язниці. Хто ж визволить красуню? |
| 2     | 15     | У кафе Вартана зіграли весілля. Тепер на пляж їде перевіряючий. Рятівникам треба швидко привести все до ладу, щоб не лишитися без роботи. Артур і Вартан думають, що перевіряючий – приваблива жінка. Вони починають до неї залицятися і не помічають справжнього перевіряючого.                                                                                 |
| 2     | 16     | Місцевий олігарх запланував відкрити на узбережжі пляжний клуб. Цим не задоволені рятівники і власник шашличної. Тим часом Тамара Петрівна мріє, як відкриє власний бізнес, коли рятівники знайдуть їх. |
| 2     | 17     | На узбережжі настав День Нептуна. За повір'ям, якщо його не відсвяткувати як слід, то наступного сезону буде багато трагічних випадків. Рятівники, не довго думаючи, взяли участь у водяній виставі. Лише Альбіна пішла самостійно рятувати катамаран. Загублені у відкритому морі теж не сумують. Пара разом з тещею вирішила по-своєму відсвяткувати це свято. |
| 2     | 18     | Поки рятівники продовжують проводити рятувальну операцію катамарану, загублена родина з'ясовує стосунки. Теща пригадала колишнього хлопця Юлі Альошу, чим не на жарт розізлила Костю. |
| 2     | 19     | Альбіна поїхала і у Артура почалася істерика, тому порятунок катамарану на сьогодні відміняється. Щоб скоріше забути Альбіну, Артур пішов шукати іншу дівчину. Вероніка невдоволена стосунками з Вартаном. Дружина дорікає чоловіка за те, що вони нікуди не ходять. Вартан пообіцяв, що поведе Вероніку у найкращий ресторан на узбережжі.                      |
| 2     | 20     | На узбережжі завівся шпигун - рятівники помітили у морі шпигунський підводний човен. У Вартана вкрали сімейний рецепт соусу для шашлику. Вероніка думає, що чоловік зраджує їй з відпочивальницями. А на катамарані у Тамари Петрівни із сумочки зникла помада. Теща підозрює у крадіжці зятя.                                                                   |
| 2     | 21     | Артур досі не може змиритися з тим, що Альбіна поїхала. Йому всюди ввижається дівчина. У такому стані йому ніяк не можна іти у відкрите море. Тим часом родина на катамарані вже другий місяці блукає по морю, тому Тамара Петрівна затіяла прибирання. |
| 2     | 22     | Артур познайомився з сексуальною матусею і пообіцяв зробити для неї фотосесію на пляжі. Але є одна проблемка, їй ні з ким залишити сина. На допомогу прийшли Товстун з подружкою. Вартан просить Вероніку завести дитину. Але дружина відмовляється, бо вважає, що він ще не готовий стати батьком.                                                              |
|       | 23     | Цинь дуже хоче стати рятівницею, але для цього їй потрібно здати надскладний екзамен Артуру. Вартан і Вероніка сперечаються кого зачати: Вероніка хоче дівчинку, а Вартан – хлопчика. Майбутній тато навіть приготував для нього подарунок – маленький мангальчик.                                                                                               |
|       | 24     | Вероніка і Вартан посварилися. Вероніка зібрала речі і пішла від нього до Артура. Цинь придумала, як знайти катамаран. Вона взяла під заставу коптер. Не встиг він пролетіти метр, як розрядився і впав у море. Тепер Олег і Цинь шукають відеокоптер. А сім'я вже не чекає, що їх врятують. Костя і Тамара Петрівна пишуть передсмертні записки.                |